# König Ludwig (Recklinghausen)
König Ludwig ist ein Stadtteil von Recklinghausen im nordrhein-westfälischen Kreis Recklinghausen. Auf einer Fläche von 4,047 km² leben gut 11.000 Einwohner. Benannt wurde Stadtteil nach der Zeche König Ludwig, die wiederum nach König Ludwig II. von Bayern benannt wurde.
Der Ort – Bezirk 214 – liegt im südlichen Bereich der Stadt Recklinghausen, südöstlich der Innenstadt. Am südlichen Ortsrand fließt die Emscher, etwas weiter südlich der Rhein-Herne-Kanal. Am nördlichen Ortsrand verläuft die A 2, am östlichen Ortsrand die Kreisstraße K 23 und südlich die Landesstraße L 645.

## Verkehr
Die VRR-Buslinien 201, 210, 234, 236, 237 und NE1 der Vestischen Straßenbahnen bedienen den Stadtteil.
| Linie | Verlauf | Takt (Mo–Fr)            |
| ----- | --- | ----------------------- |
| 201   | Recklinghausen Hbf – Quellberg – Berghausen – Suderwich – Röllinghausen – König Ludwig – Recklinghausen-Süd – Grullbad Hochstr. – RE-Süd Bf | einzelne Fahrten abends |
| 210   | RE-Röllinghausen – König Ludwig – Recklinghausen-Süd – Grullbad Hochstr. – RE-Süd Bf – Hochlarmark – RE-Neue Horizonte – Hertener Mark Industriegebiet – Herten-Süd – Herten Rathaus (Herten , 300 m) – Herten Mitte (Herten , 500 m)                                                                                       | 30 min                  |
| 234   | Herten Mitte (Herten , 500 m) – Herten Rathaus (Herten , 300 m) – Herten-Süd – Hertener Mark Industriegebiet – RE-Neue Horizonte – Hochlarmark Salentinstr. – Recklinghausen-Süd – Grullbad – König Ludwig Overbergstr. – Röllinghausen Marderweg – Suderwich – Essel – Groß-Erkenschwick – Oer-Erkenschwick Berliner Platz | 30 min                  |
| 236   | Recklinghausen Hbf – Hillen – Hillerheide – Röllinghausen – König Ludwig – Overbergstr. | 20/40 min               |
| 237   | Recklinghausen Hbf – Hillen – Hillerheide – Röllinghausen – König Ludwig – Herne, Pantringshof – Castrop-Rauxel-Pöppinghausen – Habinghorst – Castrop-Rauxel Hbf – Europaplatz – Castrop Münsterplatz | 60 min                  |
| NE1   | Recklinghausen Hbf → Viehtor → Paulusviertel → Stuckenbusch → Hochlarmark → RE-Süd Bf → Grullbad Hochstr. → Recklinghausen-Süd → König Ludwig → Röllinghausen → Suderwich → Berghausen → Quellberg → Recklinghausen Hbf NachtExpress: In den Nächten von Freitag auf Samstag, Samstag auf Sonntag und vor Feiertagen        | 60 min                  |

Am östlichen Rand der Stadtteils verläuft die König-Ludwig-Trasse, eine ehemalige Eisenbahntrasse, die die Zechen König Ludwig I/II und IV/V mit dem Kohleverladehafen am Rhein-Herne-Kanal in Pöppinghausen verband. Die Strecke ist inzwischen teilweise als Geh- und Radweg ausgebaut.